# Noble County (Oklahoma)
Das Noble County ist ein County im US-amerikanischen Bundesstaat Oklahoma. Das U.S. Census Bureau hat bei der Volkszählung 2020 eine Einwohnerzahl von 10.924 ermittelt. Der Verwaltungssitz (County Seat) ist Perry.

## Geografie
Das County liegt im mittleren Norden von Oklahoma und ist etwa 50 km von Kansas entfernt. Im äußersten Nordosten wird das Noble County vom Arkansas River begrenzt. Es hat eine Fläche von 1923 Quadratkilometern, wovon 27 Quadratkilometer Wasserfläche sind. An das Noble County grenzen folgende Nachbarcountys: 
| Grant County    | Kay County   | Osage County  |
| Garfield County |              | Pawnee County |
| Logan County    | Payne County |               |

## Geschichte

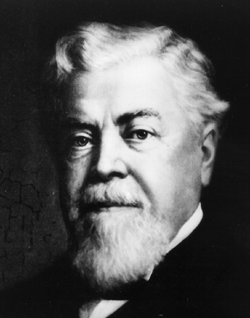
John Willock Noble

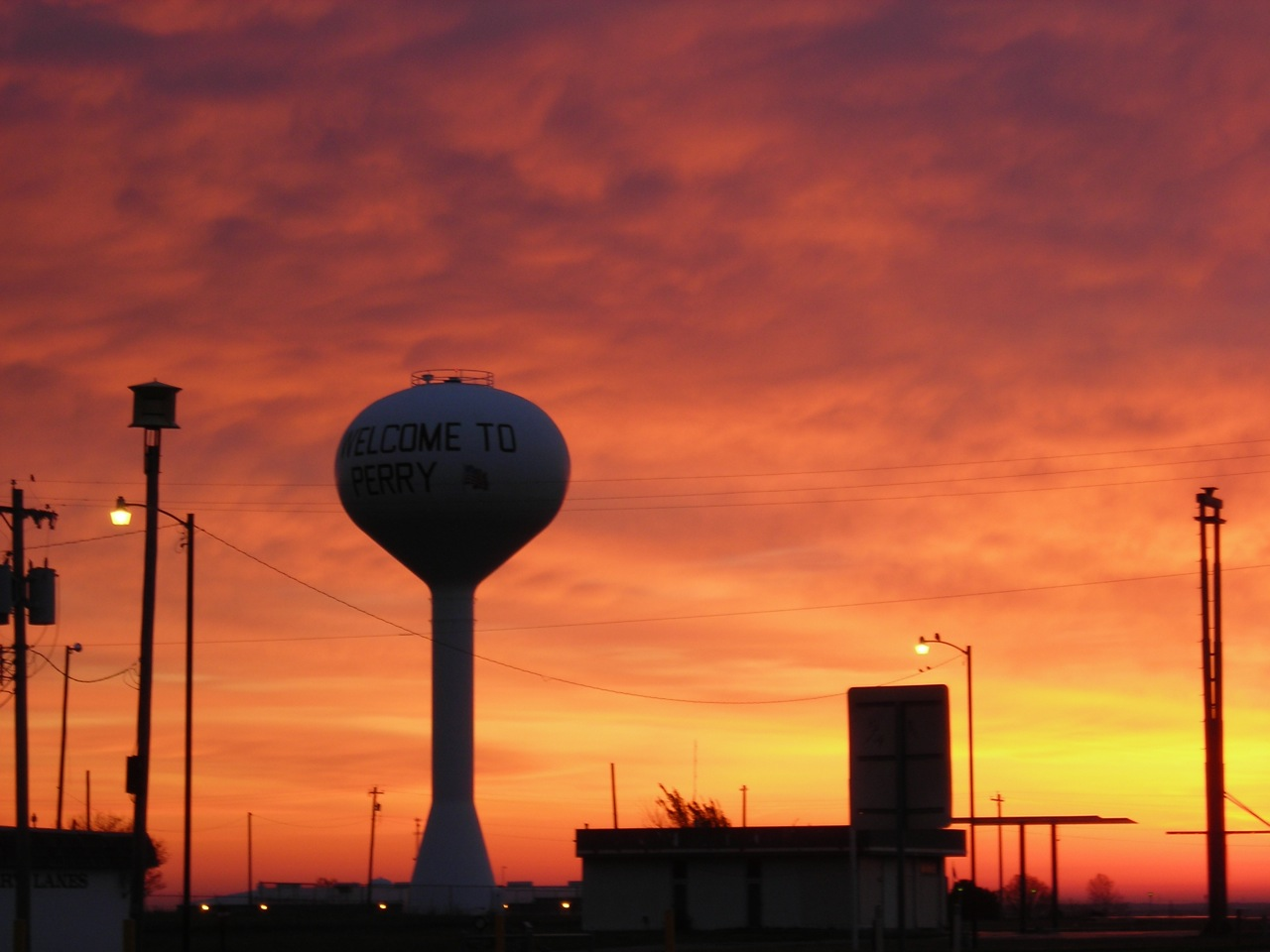
Sonnenaufgang in Perry

Das Noble County wurde am 21. August 1893 als Original-County aus Teilen des Cherokee Outlet gebildet. Seinen heutigen Namen erhielt es am 6. November 1894, nachdem es provisorisch den Namen County P getragen hatte. Benannt wurde es nach John Willock Noble, einem Juristen und US-Innenminister. Besiedelt wurde das County durch weiße Siedler während der vierten offiziellen Land-Besitznahme (Oklahoma Land Run) vom 16. September 1893.

### Historische Objekte
Neben dem Noble County Courthouse in Perry und einer Reihe weiterer historischer Gebäude im Noble County befindet sich in Morrison die historische, verlassene Sumner School. Die Schule befindet sich an der County Road N3300, etwa 3,2 Kilometer nördlich des U.S. Highway 64. Die ehemalige Schule, die zwei Gebäude umfasst, wurde am 26. April 1996 vom National Register of Historic Places als historisches Monument mit der Nummer 96000492 aufgenommen.
Weitere Objekte:
- Liste der Einträge im National Register of Historic Places im Noble County

## Bevölkerung
Nach der Volkszählung im Jahr 2010 lebten im Noble County 11.561 Menschen in 4531 Haushalten. Die Bevölkerungsdichte betrug 6,1 Einwohner pro Quadratkilometer. In den 4531 Haushalten lebten statistisch je 2,49 Personen. 
Ethnisch betrachtet setzte sich die Bevölkerung zusammen aus 84,5 Prozent Weißen, 2,1 Prozent Afroamerikanern, 8,8 Prozent amerikanischen Ureinwohnern, 0,4 Prozent Asiaten, 0,1 Prozent Polynesiern sowie aus anderen ethnischen Gruppen; 4,2 Prozent stammten von zwei oder mehr Ethnien ab. Unabhängig von der ethnischen Zugehörigkeit waren 2,7 Prozent der Bevölkerung spanischer oder lateinamerikanischer Abstammung.
24,4 Prozent der Bevölkerung waren unter 18 Jahre alt, 58,7 Prozent waren zwischen 18 und 64 und 16,9 Prozent waren 65 Jahre oder älter. 50,4 Prozent der Bevölkerung war weiblich.
Das jährliche Durchschnittseinkommen eines Haushalts lag bei 43.324 USD. Das Pro-Kopf-Einkommen betrug 21.262 USD. 13,7 Prozent der Einwohner lebten unterhalb der Armutsgrenze.

## Ortschaften im Noble County
City
- Perry

Towns
- Billings
- Marland
- Morrison
- Red Rock

Census-designated place (CDP)
- Lucien

Andere Unincorporated Community
- Sumner

## Gliederung
Das Noble County ist in drei Census County Divisions (CCD) gegliedert:
| CCD            | Einwohner (2010) | FIPS     |
| -------------- | ---------------- | -------- |
| Billings CCD   | 724              | 40-90234 |
| East Noble CCD | 3084             | 40-90975 |
| Perry CCD      | 7753             | 40-92522 |